# محمد البلاوي
محمد البلاوي المعروب باسم ريبيل سبيريت (Rebel Spirit، روح تمردية) هو فنان ورسام مغربي من مدينة الدار البيضاء. تخرج من المشهد «تحت أرضي» وتلقى شهرة مع صدور كتاب رسوم هزلية بعنوان دليل الدار البيضاء ويعد عضوا بارزا في المشهد الفني الثقافي المعاصر في الدار البيضاء وفي المغرب.

## سيرة
ولد يوم 24 مارس 1989 في الدار البيضاء، ودرس الرسوم الهزلية في المدرسة العليا للفنون الجميلة بالدار البيضاء. يساند فريق الرجاء البيضاوي لكرة القدم.

## مهنة

### دليل الدار البيضاء
نشر كتاب دليل الدار البيضاء أي «الدليل البيضاوي» المصور يناير 2015، وهو كتاب يقدم مجموعة من القصص المصورة عن الحياة في مدينة الدار البيضاء، والنص مكتوب بنوع من الدارجة المغربية خاص بالعاصمة الاقتصادية، ومترجم للفرنسية. عرض هذا العمل في المعهد الفرنسي بالدار البيضاء يناير 2015، وأكسب الفنان شهرة واسعة في أوساط فنية وثقافية وخارجها.
نشر «البيضاوي 2» أي «من كازا، مع الحب» 3 نوفمبر 2017.

### مشريع أخرى
يشارك في مشاريع فنية وثقافية مختلفة فمثلا صمم غلاف ألبوم «كما ينبغي» لفرقة هوبا هوبا سبيريت، كما أنه تعاون مع مؤسسة الدار البيضاء للتنشيط والتظاهرات في مشروع «كازاوة» المكرس لنشر الأفكار المتمدنة.